# Brasileirinho
"Brasileirinho" é um choro composto em 1947 por Waldir Azevedo, músico e compositor brasileiro, mestre do cavaquinho. É considerado o maior sucesso da história do gênero. Foi gravado pelo conjunto de Waldir, teve versão do grupo Novos Baianos (na voz de Baby Consuelo) modernizando a música, com mais letras incluídas, com grande sucesso sempre fazendo parte dos seus repertórios e, mais tarde, por músicos de todo o mundo.